# Kjeungskjær fyr
Kjeungskjær fyr ist ein Leuchtturm vor der norwegischen Küste auf einer kleinen Schäre vor Ørland, Trøndelag.
Der 21 Meter hohe Turm wurde im Jahre 1880 errichtet, 1906 erhöht und ist seit 1987 nicht mehr bewohnt. Er steht heute unter Denkmalschutz und liegt in einem Seevogelschutzgebiet. Es ist der einzige achteckige Leuchtturm in Norwegen.
Das Leuchtfeuer ist jährlich vom 21. Juli bis 21. Mai in Betrieb und nur im Spätfrühling beziehungsweise im Frühsommer aufgrund der Mitternachtssonne außer Betrieb.